# John Lennon
John Ono Lennon (rojstno ime John Winston Lennon [džón vínstn lênon]), angleški pevec, kitarist in tekstopisec, * 9. oktober 1940, Liverpool, Anglija, † 8. december 1980, New York, ZDA.
Lennon je kot glasbenik, pevec in tekstopisec dosegel svetovno slavo kot eden od ustanovnih članov skupine The Beatles, ene tržno najuspešnejših in s strani kritikov najbolje sprejetih v zgodovini popularne glasbe. Skupaj s članom Beatlov Paulom McCartneyjem sta sestavljala enega najuspešnejših tekstopisnih parov dvajsetega stoletja.
Rojen in odrasel je v Liverpoolu, kjer se je kot najstnik pridružil gibanju skiffle craze, njegova prva skupina The Quarrymen pa je sčasoma prerasla v skupino The Beatles leta 1960. Ko je skupina proti koncu desetletja pričela razpadati, je Lennon kariero nadaljeval kot solo pevec. Posnel je med glasbenimi kritiki odlično ocenjena albuma John Lennon/Plastic Ono Band in Imagine ter znamenite pesmi, kot sta Give Peace a Chance in Imagine. Po poroki z Yoko Ono leta 1969 si je ime spremenil v John Ono Lennon. Leta 1975 se je umaknil z glasbenega prizorišča, da bi se posvetil novorojenemu sinu Seanu, leta 1980 pa se je vrnil z novim albumom Double Fantasy. Tri tedne po njegovem izidu je bil umorjen.
Lennon je razkril svojo uporniško naravo in oster smisel za humor v svoji glasbi, pisanju, risbah, filmih in intervjujih, zaradi političnega in mirovniškega aktivizma pa je prišel v konflikt z vlado ZDA. Leta 1971 se je preselil v New York, kjer ga je zaradi kritike Vietnamske vojne administracija predsednika Richarda Nixona dolgo poskušala izgnati iz države, nekatere njegove pesmi pa so za svoje himne prevzela protivojna gibanja.
Prodaja njegovih solo albumov v ZDA je presegla 14 milijonov enot, kot izvajalec, tekstopisec ali sotekstopisec pa je pripomogel k petindvajsetim najvišje uvrščenim singlom na ameriški glasbeni lestvici Hot 100. Leta 2002 je bil v anketi BBC izbran za osmega najpomembnejšega Britanca, leta 2008 pa ga je revija Rolling Stone postavila na peto mesto najboljših pevcev vseh časov. Posmrtno je bil sprejet v Hram slavnih tekstopiscev leta 1987 in Hram slavnih rock and rolla leta 1994.

## Zgodovina

### 1940–1957: zgodnja leta
John Lennon se je rodil v vojni Angliji 9. oktobra 1940 v Liverpoolski porodnišnici Julii in Alfredu Lennonu, trgovskemu pomorščaku, ki ga v času sinovega rojstva ni bilo doma. Ime John Winston Lennon je dobil po starem očetu po očetovi strani, Johnu Jacku Lennonu, in tedanjem britanskem premieru Winstonu Churchillu. Oče je bil pogosto odsoten, toda družini je redno pošiljal denar na Newcastle Road 9, kjer je Lennon živel z materjo, toda nakazila so prenehala, ko je februarja 1944 izginil neznano kam. Po šestih mesecih se je vrnil domov in se ponudil kot skrbnika za družino, toda Julia - tedaj že noseča z drugim - je to zavrnila. Ko se je njena sestra Mimi Smith dvakrat pritožila mestni socialni službi, ji je Julia predala skrbništvo nad Lennonom. Leta 1946 je Lennonov oče obiskal Smithove in odpeljal svojega sina v Blackpool, od koder je nameraval z njim na skrivaj prebegniti na Novo Zelandijo. Julia jima je s svojim tedanjim partnerjem Bobbyjem Dykinsom sledila in oče je po burni debati prisilil sina, naj izbere med njim in materjo. Lennon je dvakrat izbral očeta, toda ko je mati odšla, je zajokal in ji sledil. Od tedaj je minilo dvajset let do njegovega naslednjega stika z očetom.
V preostanku otroštva in adolescence je živel pri svoji teti in stricu, Mimi in Georgu Smith, ki sama nista imela otrok, na naslovu Menlove Avenue 251, Mendips, Woolton. Teta mu je kupovala zbirke kratkih zgodb, stric, ki je delal kot mlekar na družinski kmetiji, pa mu je kupil orglice in ga spodbujal k reševanju križank. Lennonova mama Julia jih je redno obiskovala, v starosti enajstih let pa je mamo v Liverpoolu pogosto obiskoval tudi Lennon, kjer mu je predvajala plošče Elvisa Presleyja in ga učila igranja na banjo s pesmijo Ain't That a Shame avtorja Fatsa Domina.
Septembra 1980 je o svoji družini in uporniški naravi povedal:
Del mene si želi sprejetja s strani vseh delov družbe in si ne želi biti ta glasni in nori glasbenik. Toda ne morem biti nekaj, kar nisem. Zaradi mojega odnosa so starši vseh ostalih dečkov … nagonsko spoznali, da sem zdrahar v smislu, da se nisem znal prilagajati in da sem vplival na njihove otroke, kar tudi sem … zelo sem se potrudil uničiti domove prijateljev … Delno zaradi zavisti, ker nisem imel tako imenovanega doma, toda v resnici sem ga … Pet žensk je tvorilo mojo družino. Pet močnih, inteligentnih žensk. Pet sester. Te ženske so bile fantastične … to je bila moja prva feministična izobrazba … Ena je bila moja mati … ona se ni znala spopasti z življenjem. Imela je moža, ki je pobegnil na morje in v času vojne me ni mogla sama krotiti, in ko sem bil star štiri leta in pol, sem se preselil k njeni starejši sestri … dejstvo, da sam nisem bil pri svojih starših, me je vodilo do spoznanja, da starši niso bogovi.
Redno je obiskoval tudi svojega bratranca, Stanleyja Parkesa, ki je stanoval v Fleetwoodu. Sedem let starejši Parkes ga je vodil na izlete in v okoliške kinematografe. Med šolskimi počitnicami je Parkes pogosto obiskoval Lennona skupaj s sestrično Leilo Harvey, ki je pogosto v Blackpoolu ostala dva ali tri tedne za ogled predstav. Obiskali so cirkuške predstave in predstave umetnikov, kot so bili Dickie Valentine, Arthur Askey, Max Bygraves in Joe Loss, Parkes pa se je spominjal, da je bil Lennonu še posebej všeč George Formby. Ko se je Parkesova družina preselila na Škotsko, so tam skupaj preživljali šolske počitnice. Parkes je povedal: »John, sestrična Leila in jaz smo si bili zelo blizu. Iz Edinburgha smo se odpeljali na družinsko posestvo v Durness, tako smo preživljali počitnice vse od Johnovega devetega dela do šestnajstega.« V starosti štirinajstih let mu je 5. junija 1955 v starosti dvainpetdesetih letu umrl stric George zaradi krvavitev v jetrih.
Lennon je bil vzgojen v anglikanski veri in je obiskoval osnovno šolo Dovedale Primary School. Od septembra 1952 do leta 1957 se je šolal na liverpoolski gimnaziji Quarry Bank High School, Harvey ga je v tistem času opisal kot »srečnega, zabavnega, odprtega in živega fanta«. Pogosto je risal komične stripe, ki so bili objavljeni v njegovi šolski reviji Daily Howl, toda kljub umetniškem talentu so bili zaznamki s strani učiteljev skrb vzbujajoči: »Nedvomno na poti do neuspeha … brezupen … razredni klovn … trati čas sošolcev«.
Mati mu je leta 1956 kupila poceni akustično kitaro znamke Gallotone Champion. Zanjo mu je »posodila« pet funtov in deset šilingov pod pogojem, da je poslana na njen dom, ne Mimin, za katero je vedela, da ne podpira glasbenih ambicij njenega sina. Mimi je bila skeptična do njegovih pričakovanj, da bo nekega dne slaven, in upala, da ga bo glasba sčasoma začela dolgočasiti. Pogosto mu je govorila: »Kitara je že v redu, toda ne boš mogel živeti od nje.« 15. julija 1958, ko je bil Lennon star sedemnajst let, se je njegova mati smrtno ponesrečila v prometni nesreči, ko jo je ob vračanju peš z obiska Smithove hiše zadel avtomobil.
Lennon ni izdelal nobenega od GCEa izpitov za sprejem na univerze, vseeno pa je bil s posredovanjem tete in ravnatelja sprejet na Liverpool College of Art. Na kolidžu je začel nositi obleke Teddy Boy in postal znan po motenju pouka in zasmehovanju učiteljev. Zaradi tega je bil izključen iz predmeta slikarstva, nato grafične umetnosti, grozila mu je celo izključitev zaradi neprimernega obnašanja. Imel je namreč navado, da je med urami risanja akta po živem modelu šel sedet v naročje nagega modela. Kljub pomoči sošolke in kasnejše žene Cynthie Powell ni izdelal letnega izpita in bil izključen še pred koncem prvega letnika.

### 1957–1970: od Quarrymenov do Beatlov

#### 1957–1965: oblikovanje, komercialni preboj in turneje
Skupina The Beatles se je razvila iz Lennonove prve skupine The Quarrymen, poimenovane po gimnaziji Quarry Bank High School. Ustanovil jo je septembra 1956 v starosti petnajstih let, kot skiffle skupino. Do poletja 1957 so Quarrymeni preigravali »živahen sklop pesmi«, polovico zvrsti skiffle in polovico rock and rolla. Lennon je spoznal Paula McCartneyja na drugem nastopu Quarrymenov, ki je potekal v Wooltonu 6. julija pred cerkvijo sv. Petra, po katerem so McCartneyja povabili v skupino.
McCartney je za Lennonovo teto Mimi dejal, da se je »dobro zavedala, da so bili Johnovi prijatelji iz nižjega sloja«, in se je do njega obnašala pokroviteljsko, ko je bil obiskoval Lennona. Paulov brat Mike je razkril, da je temu nasprotoval tudi McCartneyjev oče, ker bi Lennon njegovega sina lahko »spravil v težave«; čeprav je kasneje dovolil novoustanovljeni skupini, da je vadila v McCartneyjevi dnevni sobi na naslovu Forthlin Road 20. V tistem času je Lennon, star sedemnajst let, napisal svojo prvo pesem Hello Little Girl, ki se je pet let kasneje s skupino The Fourmost uvrstila med deset najboljših pesmi v Veliki Britaniji.
George Harrison se je skupini pridružil kot prvi kitarist, čeprav je Lennon menil, da je Harrison s štirinajstimi leti premlad za skupino, zato mu je McCartney priredil dodatno avdicijo v drugem nadstropju liverpoolskega avtobusa, kjer je Harrison Lennonu odigral pesem Raunchy. Stuart Sutcliffe, Lennonov prijatelj iz umetniške šole, se je kasneje skupini pridružil kot basist. Lennon, McCartney, Harrison in Sutcliffe so si nadeli ime The Beatles v začetku leta 1960. Avgusta istega leta so Beatli sklenili dogovor za nastopanje v Hamburgu, ker pa so nujno potrebovali bobnarja, so povabili Peta Besta. Lennon je bil zdaj star devetnajst let, njegova teta pa je bila zgrožena, ko ji je povedal za načrt. Moledovala ga je, naj raje nadaljuje študij umetnosti. Po prvem bivanju v Hamburgu je skupina sprejela drugo aprila 1961 in še tretje aprila 1962. Kot ostali člani skupine je Lennon tam prvič poskusil preludin (fenmetrazin) in ga - enako kot amfetamine - redno užival za stimulacijo ob dolgih koncertih preko noči.
Brian Epstein, menedžer Beatlov od leta 1962, pred tem ni imel nobenih izkušenj na tem področju, vseeno pa je imel na začetku velik vpliv na oblačenje in obnašanje članov skupine na odru. Lennon je na začetku vztrajal pri profesionalnem videzu skupine, toda sčasoma se je podredil, z besedami: »Nosil bi tudi preklet balon, če bi mi za to kdo plačal.« McCartney je prevzel mesto basista, ko se je Sutcliffe odločil ostati v Hamburgu, bobnar Ringo Starr pa je nadomestil Besta, tako je bila zdaj skupina v sestavi, ki je trajala vse do njenega razpada leta 1970. Oktobra 1962 je skupina izdala svoj prvi single Love Me Do, ki je zasedel sedemnajsto mesto na britanski lestvici. 11. februarja 1963 so v manj kot desetih urah posneli svoj debitantski album Please Please Me. Tistega dne je imel Lennon težave zaradi posledic prehlada, kar je opazno na zadnji pesmi posneti tistega dne, Twist and Shout. Dvojec Lennon-McCartney je prispeval besedila za osem od štirinajstih pesmi. Z nekaj izjemami - ena je tudi naslovna pesem albuma - Lennon še ni prikazal svoje ljubezni do besednih iger v besedilih pesmi, kar je obrazložil z besedami: »Pisali smo le pesmi … pop pesmi z le toliko poudarka na besedilu, da smo ustvarili zvok. In besede so bile pri tem povsem nepomembne.« Leta 1987 je McCartney v intervjuju dejal, da so ostali člani skupine malikovali Johna: »On je bil kot naš mali Elvis … Vsi smo se zgledovali po Johnu. Bil je starejši in brez dvoma vodja, bil je tudi najbolj duhovit in najpametnejši«.
Beatli so dosegli občuten uspeh v popularni glasbi Velike Britanije v začetku leta 1963. Lennon je bil na turneji, ko se mu je aprila rodil prvi sin Julian. Med igranjem na prireditvi Royal Variety Show, ki so se jo udeležili tudi britanska kraljica in nekateri ostali člani kraljeve družine, je Lennon zabaval občinstvo z besedami: »Za našo naslednjo pesem bi vas prosil za pomoč. Tisti na poceni sedežih, ploskajte … ostali pa rožljajte z nakitom.« Po letu beatlomanije v Veliki Britaniji je skupina februarja 1964 prvič nastopila v ZDA v oddaji The Ed Sullivan Show, s čimer je začela svoj mednarodni preboj. Sledilo je dvoletno obdobje stalnih turnej, snemanja filmov in pisanja pesmi. V tem času je Lennon napisal tudi dve knjigi, In His Own Write in A Spaniard in the Works. Beatli so bili deležni priznanja s strani Velike Britanije, ko so bili odlikovani z Redom britanskega imperija in Queen's Birthday Honours leta 1965.
Lennon je bil vse bolj zaskrbljen, da obiskovalci koncertov Beatlov niso mogli slišati glasbe preko kričanja oboževalcev in da zaradi tega trpi sposobnost igranja skupine. Lennonova pesem Help! iz leta 1965 je izrazila njegove občutke ob tem: »Resno sem mislil … pel sem na pomoč«. Zredil se je, kar je sam poimenoval obdobje »debelega Elvisa«, in čutil, da podzavestno išče spremembo. Sledečega januarja je nevede spoznal LSD, ko je zobozdravnik, gostitelj večerje, ki so se je udeležili Lennon in Harrison z ženama, v kavo gostom natresel LSD. Ko so želeli oditi, jim je gostitelj razkril, kaj so zaužili, in jim močno odsvetoval odhod iz hiše zaradi verjetnih učinkov droge. Kasneje v dvigalu nočnega kluba so vsi verjeli, da je izbruhnil požar: »Vsi smo kričali … vroči in histerični.«
Nekaj mesecev kasneje, marca, je v intervjuju za Evening Standard novinarju Maureenu Cleavu pripomnil: »Krščanstvo bo šlo. Izginilo bo in se skrčilo … Mi smo zdaj bolj znani od Jezusa - ne vem kaj bo prej izginilo, rock and roll ali krščanstvo.« Komentar je bil skoraj neopažen v Veliki Britaniji, v ZDA pa je povzročil velik škandal, ko ga je pet mesecev kasneje citirala bolj razširjena revija. Bes, ki je temu sledil, je vključeval zažiganje plošč Beatlov, aktivnosti Ku Klux Klana in grožnje Lennonu, zaradi česar so prekinili turnejo.

#### 1966–1970: delo v studiu, razhod in solo kariera
Prikrajšan za rutino rednih koncertov v živo po zadnjem nastopu 29. avgusta 1966 se je Lennon počutil izgubljen in je razmišljal o odhodu iz skupine. Po neprostovoljnem spoznanju z drogo LSD januarja jo je jemal vse pogosteje in bil večji del leta konstantno pod njenim vplivom. Biograf Ian MacDonald meni, da ga je stalno uživanje LSD preko leta pripeljalo »blizu izbrisa lastne identitete«. Leta 1967 je skupina izdala pesem Strawberry Fields Forever, ki jo je revija TIME pohvalila zaradi »neverjetne domiselnosti«, izdali pa so tudi znamenit album Sgt. Pepper's Lonely Hearts Club Band, ki je kazal velik kontrast Lennonovih besedil v primerjavi z enostavnimi ljubezenskimi pesmimi dvojca Lennon-McCartney iz prvih let delovanja.
Avgusta, po tem ko so člani skupine spoznali Marišija Maheša Jogija, se je skupina udeležila konca tedna osebnega seminarja o transcendentalni meditaciji v Bangorju, Wales, ko so izvedeli za Epsteinovo smrt. »Vedel sem, da smo bili tedaj v težavah«, je Lennon povedal kasneje. »Nisem imel nobenih napačnih predstav, da smo znali delati kaj drugega, kot ustvarjati glasbo, zato sem bil prestrašen.« Kasneje so odpotovali v Marašijev ašram v Indijo za nadaljnje svetovanje, tam so tudi posneli večino pesmi za albuma The Beatles in Abbey Road.
Protivojna črna komedija How I Won the War, v kateri je Lennon odigral edino vlogo v celovečernem filmu, ki ni bil povezan z Beatli, je bila v kinematografih prikazana oktobra 1967. McCartney je organiziral prvi projekt skupine po Epsteinu, film Magical Mystery Tour, za katerega so sami napisali scenarij, ga producirali in režirali, izdan pa je bil decembra istega leta. Čeprav se je film izkazal za prvi večji neuspeh skupine, pa je bila plošča s filmsko glasbo, ki je vsebovala tudi Lennonovo kasneje priznano pesem I am the Walrus, za katero je bil navdih Lewis Carroll, uspešna. Po Epsteinovi smrti so se člani skupine vse bolj vpletali v poslovne aktivnosti in leta 1968 ustanovili Apple Corps, multimedijsko korporacijo, ki so jo sestavljali Apple Records in več hčerinskih družb. Lennon je to opisal kot poskus doseči »umetniško svobodo znotraj poslovne strukture«, toda zaradi njegovega vse pogostejšega eksperimentiranja z drogami in sodelovanja z Yoko Ono ter McCartneyjevih poročnih načrtov je Apple potreboval profesionalno vodenje, za kar je Lennon zaprosil Lorda Beechinga, ki pa ga je zavrnil in mu svetoval, naj se raje vrne k snemanju plošč. Za tem je povabil Allena Kleina, ki je bil menedžer skupine The Rolling Stones in še nekaterih med britansko invazijo. Kleina so kot direktorja Appla imenovali Lennon, Harrison in Starr, McCartney pa z njim ni podpisal menedžerske pogodbe.
Konec leta 1968 je Lennon igral v filmu The Rolling Stones Rock and Roll Circus (izdan šele leta 1996) v vlogi člana skupine Dirty Mac. Združena skupina zvezdnikov, ki so jo sestavljali Lennon, Eric Clapton, Keith Richards in Mitch Mitchell, je v filmu spremljala glavno pevko Ono. Lennon in Ono sta se poročila 20. marca 1969 in kmalu za tem izdala serijo štirinajstih litografij, poimenovanih Bag One iz scen na medenih tednih, osem od teh je bilo razglašenih za nedostojne, večina pa prepovedana in zasežena. Lennon je svojo umetniško ustvarjalnost nadaljeval brez Beatlov, saj sta v letih 1968 in 1969 z Ono posnela tri albume z eksperimentalno glasbo, Unfinished Music No.1: Two Virgins (bolj kot po glasbi poznana po naslovnici), Unfinished Music No.2: Life with the Lions in Wedding Album. Leta 1969 sta ustanovila skupino Plastic Ono Band, ki je izdala album Live Peace in Toronto 1969. V protest proti vmešavanju Velike Britanije v Nigerijsko državljansko vojno je Lennon vrnil britanski kraljici svoje odlikovanje Red britanskega imperija, čeprav to ni imelo vpliva na status odlikovanja, ki ga ni mogoče preklicati. V letih 1969 in 1970 je Lennon izdal single Give Peace a Chance (splošno sprejeta kot himna proti Vietnamski vojni leta 1969), Cold Turkey (pripoved o svoji abstinenčni krizi po odvisnosti od heroina) in Instant Karma!.
Leta 1969 je zapustil Beatle, a se dogovoril, da medijem tega ne bodo razkrili zaradi pogajanj o snemanju nove plošče. Zato je bil besen, ko je svoj odhod objavil McCartney ob izdaji svojega debitantskega solo albuma aprila 1970. Lennonova reakcija je bila: »Jezus Kristus! Zdaj bo sam prejel vse zasluge za to!« Kasneje je dodal: »Jaz sem ustvaril skupino. Jaz sem jo razpustil. Enostavno je bilo tako.« V kasnejšem intervjuju za revijo Rolling Stone je razkril svojo jezo nad McCartneyjem z besedami: »Bil sem bedak, da nisem naredil tako kot Paul, torej to izrabil za prodajo plošče.« Govoril je tudi o sovražnosti, ki jo je začutil s strani ostalih članov skupine do Ono, in kako so se on, Harrison in Starr »naveličali biti v senci Paula … Po smrti Briana Epsteina smo bili potolčeni. Paul je prevzel in nas domnevno vodil. Toda kakšno vodenje je to, če hodimo v krogih?«

### 1970–1980: solo kariera

#### 1970–1972: začetni solo uspeh in aktivizem
Leta 1970 sta Lennon in Ono prestala prvinsko terapijo pri Arthurju Janovu v Los Angelesu, zasnovano za sproščanje čustvenih bolečin iz zgodnjega otroštva. Trajala je štiri mesece po dva poldneva na teden z Janovom, ki je želel še nadaljevati, toda sama za to nista čutila potrebe in se vrnila v London. Lennonov čustveni solo debitantski album, John Lennon/Plastic Ono Band (1970), je bil sprejet zelo pozitivno. Glasbeni kritik Greil Marcus je komentiral: »Johnovo petje v zadnji kitici pesmi God je morda celo najboljše v vsem rocku«. Album vsebuje pesmi Mother, v kateri se Lennon sooči s čustvi otroške zavrnitve, in dylanovska Working Class Hero, grenak napad na buržoazni socialni sistem, ki zaradi dela besedila: »še vedno ste jebeni kmetje«, ni bil pogosto predvajan. Istega leta so ga revolucionarna politična prepričanja Tariqa Alija, ko je le-ta intervjujal Lennona, navdihnila za pesem Power to the People. Vključil se je tudi v Alijev protest proti preganjanju revije Oz zaradi domnevne obscenosti. Lennon je uradni postopek komentiral kot »nagnusni fašizem«, z Ono je kot skupina Elastic Oz Band izdal single God Save Us/Do the Oz in se udeležil zborovanj v podporo reviji.
Glede njegovega naslednjega albuma Imagine (1971) je bil odziv kritikov bolj zadržan. Revija Rolling Stone je poročala, da vsebuje »precejšni delež dobre glasbe«, toda opozorila na možnost, da bi »njegova skrajna drža kmalu postala ne le dolgočasna, ampak predvsem nepomembna«. Naslovna pesem albuma je postala himna protivojnih gibanj, pesem How Do You Sleep? pa je bila glasbeni napad na McCartneyja zaradi besedil albuma Ram, za katerega je Lennon menil, kar je McCartney kasneje tudi potrdil, da se nanašajo nanj in na Ono. Toda kasneje je Lennon omilil svoja stališča in v sredini sedemdesetih let dejal, da v pesmi How Do You Sleep? govori o sebi. Leta 1980 je pojasnil: »Uporabil sem svojo zamero do Paula … za stvaritev pesmi … ne grozne, zlobne in maščevalne … Uporabil sem svojo zamero in razhod s Paulom in Beatli ter odnos s Paulom za stvaritev pesmi How Do You Sleep. V resnici nimam v glavi stalno takih misli.«
Lennon in Ono sta se avgusta 1971 preselila v New York in decembra izdala single Happy Xmas (War Is Over). Pesem »Happy Xmas (War Is Over)« je pomenila sklep več kot dve leti trajajočega mirovniškega aktivizma, ki sta ga Lennon in Ono izvajala od marca 1969. Predhodnica pesmi je bila večjezična multimedijska kampanja »War Is Over! If You Want It« decembra 1969, ko je bil v ZDA eden on vrhuncev protestov proti vietnamski vojni. V omenjeni kampanji sta Lennon in Ono oblikovalcem v dvanajstih mestih (Londonu, New Yorku, Los Angelesu, Montrealu, Torontu, Parizu, Rimu, Berlinu, Amsterdamu, Atenah in Tokiu) plačala, da so pripravili plakate in reklamne panoje s sporočilom v lokalnem jeziku: »VOJNE JE KONEC! ČE SI TAKO ŽELIŠ. Vesel božič vam želita John in Yoko«. John Lennon je pozneje za West Lancashire Evening Gazette izjavil, da je bila propagandna akcija s pozivi za mir ideja Yoko Ono. Kot avantgardna umetnica si je zamislila oglaševalsko strategijo, s katero je želela doseči, da bi se vsi, ki bi opazili plakate z mirovniškim sporočilom, zavedali, da imajo moč za uresničitev te zamisli (tj. končanja vojne). Leta 1972 se je Nixonova administracija poslužila samoimenovanih »strateških protiukrepov« proti Lennonovi protivojni propagandi, vključno s štiri leta trajajočim poskusom njegovega izgona iz države, ki se je sprevrgel v dolgotrajno pravno bitko, šele leta 1976 pa mu uspelo pridobiti dovoljenje za stalno bivanje v ZDA.
V sodelovanju z Ono in spremljevalno skupino Elephant's Memory je leta 1972 izdal album Some Time in New York City. Vsebuje pesmi o ženskih pravicah, medrasnih odnosih, britanski vlogi na Severnem Irskem in svojih težavah s pridobitvijo zelene karte, toda ni bil dobro sprejet - »neposlušljiv« je bila ocena enega od kritikov. Single Woman Is the Nigger of the World je izšel istega leta v ZDA, 11. maja pa je bil predvajan v oddaji The Dick Cavett Show. Več radijskih postaj ni želelo predvajati pesmi, ker je vsebovala besedo »nigger« (»črnuh«). Lennon in Ono sta priredila dva dobrodelna koncerta z Elephant's Memory in gosti kot pomoč psihiatrični ustanovi Willowbrook State School. Prirejen v dvorani Madison Square Garden 30. avgusta 1972, je bil to Lennonov zadnji koncertni nastop v celotni dolžini.

#### 1973–1975: »izgubljeni vikend«
Ko je Lennon leta 1973 snemal ploščo Mind Games, sta se z Ono odločila za razhod. To osemnajstmesečno obdobje narazen, ki ga je kasneje poimenoval »izgubljeni vikend«, je preživel v Los Angelesu in New Yorku v družbi May Pang. Album Mind Games je pod imenom skupine Plastic U.F.Ono Band izšel novembra 1973. Lennon je tudi prispeval k pesmi I'm the Greatest na Starrovem albumu Ringo (1973), izdanem istega meseca.
V začetku leta 1974 je Lennon začel močno posegati po pijači in njegove pijanske dogodivščine s Harryjem Nilssonom so prišle na naslovnice. Obširno se je poročalo o dveh incidentih v klubu The Troubadour marca, v prvem je Lennon na svoje čelo položil menstrualni vložek in se prerival z natakarico, v drugem dva tedna za tem pa so ju z Nilssonom vrgli iz kluba, ko sta motila koncert skupine Smothers Brothers. Lennon se je odločil producirati Nilssonov album Pussy Cats in Pang je najela hišo ob plaži v Los Angelesu za vse sodelujoče glasbenike, toda po mesecu nadaljnjega razvrata, ko so potekala kaotična snemanja, sta se Lennon in Pang za končanje albuma preselila nazaj v New York. Aprila je Lennon produciral pesem Micka Jaggerja Too Many Cooks (Spoil the Soup), ki je ostala zaradi pravnih razlogov neizdana več kot trideset let. Pang jo je posredovala za vključitev na album The Very Best of Mick Jagger (2007).
Po vrnitvi v New York je Lennon posnel album Walls and Bridges, ki je izšel novembra 1974 in vseboval edini prvouvrščeni single za časa njegovega življenja, Whatever Gets You Thru the Night, kjer ga spremlja Elton John z vokalom in na klavirju. Drugi single iz albuma #9 Dream je sledil pred koncem leta. Ponovno je sodeloval tudi s Starrom, na njegovem albumu Goodnight Vienna, za katerega je napisal naslovno pesem in odigral klavir. 28. novembra je Lennon kot gost presenečenja sodeloval na koncertu Eltona Johna ob zahvalnem dnevu v dvorani Madison Square Garden, s čimer je izpolnil obljubo dano v televizijski oddaji, da se bo Johnu pridružil na koncertu v živo, če pesem Whatever Gets You Thru the Night - v komercialno uspešnost katere je sam dvomil - doseže prvo mesto na lestvici. Lennon je ob tej pesmi izvedel še Lucy in the Sky with Diamonds in I Saw Her Standing There, za katero je bila napoved: »pesem s strani mojega starega in odtujenega zaročenca z imenom Paul«.
Lennon je sodeloval pri pisanju pesmi Fame, ki je bila za Davida Bowieja prva vodilna na ameriški lestvici. Prispeval je tudi kitaro in spremljevalni vokal na snemanju januarja 1975. Istega meseca je Elton John zavzel vrh glasbenih lestvic s svojo Lucy in the Sky with Diamonds, za katero je Lennon prav tako odigral kitaro in prispeval spremljevalni vokal. Kmalu za tem sta se z Ono ponovno zbližala. Februarja 1975 je izdal album Rock 'n' Roll, Pesem Stand By Me iz albuma je postala njegov zadnji hit v ZDA in Veliki Britaniji v sledečih petih letih. Njegov zadnji odrski nastop je bil v televizijski oddaji ATV A Salute to Lew Grade, posneti 18. aprila in predvajani junija. Ob igranju na akustično kitaro in z osemčlansko spremljevalno skupino je odigral dve pesmi iz albuma Rock 'n' Roll, Stand By Me (ki ni bila predvajana) in Slippin' and Slidin ter še Imagine.

#### 1975–1980: upokojitev in vrnitev
Z rojstvom svojega drugega sina Seana 9. oktobra 1975 je Lennon prevzel vlogo družinskega očeta in začel petletno odsotnost iz sveta glasbene industrije, da bi se posvetil svoji družini. V enem mesecu je izpolnil svoje pogodbene obveznosti do založbe EMI/Capito za še en album z izdajo Shaved Fish, kompilacijo predhodno izdanih pesmi. Posvetil se je Seanu, vstajal je ob šestih, da je naredil načrt dneva, pripravil obroke in z njim preživljal čas. Napisal je pesem Cookin' (In the Kitchen of Love) za Starrov album Ringo's Rotogravure (1976) in jo odigral junija, kar je bilo njegovo zadnje snemanje do leta 1980. Uradno je napovedal svoj glasbeni premor v Tokiu leta 1977 z besedami: »V bistvu sva se odločila, brez kakšne velike odločitve, da bova kar se da veliko časa ob dojenčku, dokler ne bova verjela, da si lahko vzameva čas za ustvarjalnost izven doma«. V premoru je narisal serijo risb in napisal osnutek za knjigo, ki je vseboval mešanico avtobiografskega materiala in tega, kar je sam imenovan »nori del«, kar je bilo vse objavljeno posmrtno.
Oktobra 1980 se je vrnil na glasbeno sceno s singlom (Just Like) Starting Over, mesec dni kasneje pa mu je sledil album Double Fantasy, ki vsebuje pesmi, napisane ob jadranju po Bermudih preteklega junija in odraža Lennonovo izpolnitev v družinskem življenju. Posnetega je bilo tudi nekaj dodatnega gradiva za načrtovani nadaljevalni album Milk and Honey (izdan posmrtno leta 1984). Double Fantasy, posnet skupaj z Ono, ni bil deležen dobrih kritik, revija Melody Maker' ga je komentirala kot: »prizanesljiv in sterilen … obupno dolgočasen«.

### 8. december 1980: smrt
8. decembra 1980 okoli 22:50, ko sta se Lennon in Ono vračala proti svojem stanovanju v newyorški zgradbi The Dakota, je Mark David Chapman pri vhodu štirikrat ustrelil Lennona v hrbet. Lennon je bil odpeljan na urgenco bližnje bolnišnice Roosevelt Hospital, kjer so ga ob prihodu ob 23:07 razglasili za mrtvega. Istega večera malo pred tem je Lennon Chapmanu podpisal izvod albuma Double Fantasy.
Ono je naslednji dan podala izjavo: »za Johna ne bo pogreba«, ki jo je zaključila z besedami: »John je ljubil človeško raso in molil zanjo. Prosim, molite zanj v enaki meri.« Njegovo truplo je bilo upepeljeno na pokopališču Ferncliff Cemetery v Hartsdalu, New York. Ono je raztresla njegov pepel po Central Parku, na mestu, kjer so kasneje postavili spomenik Strawberry Fields. Chapman je priznal krivdo za umor druge stopnje in bil obsojen na dosmrtno zaporno kazen brez možnosti pogojnega izpusta za obdobje dvajsetih let. Še vedno je zaprt, do sedaj je bila šestkrat zavrnjena njegova prošnja za pogojni izpust.

## Osebna razmerja

### Cynthia Lennon
Lennon in Cynthia Powell sta se spoznala leta 1957 kot sošolca na kolidžu Liverpool College of Art. Čeprav je bila prestrašena zaradi njegovega odnosa in izgleda, je slišala za njegovo obsedenost s francosko igralko Brigitte Bardot, zato si je lase prebarvala na svetlo barvo. Lennon jo je povabil ven, toda ko je ona odgovorila, da je zasedena, je zakričal: »Saj te nisem vprašal za prekleto poroko, kajne?« Pogosto ga je spremljala na nastopih Quarrymenov in odpotovala v Hamburg skupaj z McCartneyjevim dekletom na obisk. Lennon, po naravi ljubosumen, je sčasoma postal posesiven in pogosto prestrašil Cynthio s svojo jezo in psihičnim nasiljem. Lennon je kasneje povedal, da dokler ni spoznal Ono, ni nikoli dvomil v svoj šovinističen odnos do žensk. Pesem Beatlov Getting Better, kot je sam povedal, govori o njegovi zgodbi: »Včasih sem bil krut do svoje ženske in dejansko - vsake ženske. Bil sem nasilen. Nisem se znal izraziti in sem udaril. Tepel sem se z moškimi in tepel ženske. Zato zdaj vseskozi poudarjam mir«.
Kot se spominja svoje reakcije julija 1962, ko je izvedel, da je Cynthia noseča, je dejal: »Le eno stvar lahko narediva, Cyn. Morava se poročiti«. Poročila sta se 34. avgusta na liverpoolskem matičnem uradu, ravno ko se je v Veliki Britaniji začela beatlomanija. Nastopal je na večer svojega poročnega dne in je tudi po tem nadaljeval z nastopanjem skoraj na dnevni bazi. Epstein, ki se je bal odpora oboževalk do ideje o poročenem Beatlu, je prosil Lennona, naj poroka ostane skrivnost. Julian se jima je rodil 8. aprila 1963, ko je bil Lennon na turneji, prvič ga je videl šele tri dni po rojstvu.
Cynthia pripisuje začetek propada njunega zakona LSD-ju, zaradi česar je začel izgubljati zanimanje zanjo. Ko je leta 1967 skupina potovala v Bangor, Wales, na seminar transcendentalne meditacije Maharišija Jogija, je policist ni prepoznal in ji preprečil vkrcanje. Kasneje se je spominjala, kako je bil ta incident simboliziral konec njunega zakona. Ko se je vrnila domov v Kenwood in našla Lennona z Ono, je Cynthia zapustila hišo in se preselila k prijateljem. Alexis Mardas je kasneje trdil, da je tiste noči spal z njo, nekaj tednov kasneje pa je Lennon želel ločitev in skrbništvo nad Julianom na podlagi njenega prešuštva. Po pogajanjih je Lennon popustil in se strinjal z enakopravno ločitvijo. Spor se je končal z izvensodno poravnavo, Lennon ji je izplačal 100.000 £ in predal skrbništvo nad Julianom.

### Brian Epstein
Ob nastopu Beatlov v liverpoolskem Cavern Clubu leta 1962 so vsi člani skupine spoznali Epsteina po koncertu sredi dneva. Epstein je bil homoseksualec. Biograf Philip Norman je kot enega od razlogov za njegovo odločitev vodenja skupine navedel tudi, da ga je Lennon privlačil. Kmalu po rojstvu Juliana sta Lennon in Epstein odšla na počitnice v Španijo, kar je vodilo do špekulacij o njuni zvezi. Na kasnejše vprašanje o tem je Lennon dejal: »No, bilo je skoraj kot ljubezenska zveza, a ne povsem. Ni prišlo do spolnih odnosov. Toda bila je precej intenzivna zveza. To je bila moja prva izkušnja s homoseksualcem, za katerega sem vedel, da to je. Sedela sva v kavarni v Torremolinosu, gledala fante in jaz sem dejal, 'Ti je ta všeč? Ti je všeč drugi?' Sam sem precej užival v izkušnji, stalno sem razmišljal kot pisec: jaz to doživljam.« Kmalu po njuni vrnitvi iz Španije, na McCartneyjevem enaindvajsetem rojstnem dnevu junija 1963, je Lennon fizično napadel MC-ja Cavern Cluba Boba Woolerja, ko je ta dejal: »Kakšni so bili tvoji medeni tedni, John?« MC, znan po svojih besednih igrah in ostrih izjavah, se je šalil, toda deset mesecev je že minilo od Lennonove poroke in odloženi medeni tedni so bili načrtovani za dva meseca po incidentu. Za Lennona, ki je bil v času incidenta opit, je bila zadeva enostavna: »Označil me je za pedra, zato sem ga udarjal v njegova prekleta rebra.«
Lennon je užival v posmehovanju Epsteina zaradi njegove homoseksualnosti in zaradi tega, ker je bil Žid. Ko je Epstein iskal ideje za naslov svoje avtobiografije, je Lennon predlagal »Pederski Žid«. Ko pa je izvedel za dejanski naslov A Cellarful of Noise, pa ga je parodiral v »A Cellarful of Boys«. Obiskovalcu Epsteinovega stanovanja je dejal: »Si ga prišel izsiljevat? Če ne, si edini nesrečnež v Londonu, ki tega ne počne.« Med snemanjem pesmi Baby, You're a Rich Man je odpel spremenjeno besedilo Baby, you're a rich fag Jew.

### Julian Lennon
Lennonov prvi sin Julian se je rodil v zakonu s Cynthio v času, ko se je v Veliki Britaniji pričela beatlomanija. V času njegovega rojstva 8. aprila 1963 je bil Lennon na turneji. Njegovo rojstvo in tudi sam zakon s Cynthio sta bila javnosti zamolčana, ker je bil Epstein prepričan, da bi javno razkritje tega ogrozilo komercialno uspešnost skupine. Julian se je spominjal dogodka v Weybridgu, ko je bil star štiri leta: »Prišel sem domov iz šole s sliko narisano s tempera barvami. Na njej so bile narisane zvezde in svetlolasa sošolka. In oče me je vprašal, 'Kaj je to? 'To je Lucy na nebu z diamanti (Lucy in the Sky with Diamonds).'» Lennon je to uporabil za pesem Beatlov, in čeprav se je kasneje ugibalo, da zaradi začetnic govori o LSD, je Lennon vztrajal: «To ni pesem o tripu«. Tudi McCartney je potrdil Lennonovo razlago, da je ime pesmi izbira od Juliana. Lennon je bil zadržan do Juliana, ki mu je bil McCartney bližje kot oče. Med avtomobilsko vožnjo do Cynthie in Juliana med postopkom ločitve je McCartney napisal pesem Hey Jude, da bi ga potolažil. Lennon je kasneje dejal: »To je njegova najboljša pesem. Začela se je kot pesem o mojem sinu Julianu … nato jo je spremenil v 'Hey Jude'. Vedno sem mislil, da govori o meni in Yoko, toda pojasnil mi je, da ne.« Lennonov odnos z Julianom že tako ni bil pristen, po njegovi selitvi v New York leta 1971 pa ga sin ni videl do leta 1973. Na Pangino pobudo so uredili pot sina skupaj z materjo v Los Angeles, kjer so skupaj obiskali Disneyland. Julian se je z očetom začel redno videvati, ko mu je dal vlogo bobnarja za pesem Walls and Bridges. Kupil mu je tudi kitaro znamke Gibson Les Paul in ostale inštrumente ter spodbujal njegovo zanimanje za glasbo s prikazovanjem tehnik igranja kitare. Julian se spominja, da sta se z očetom »precej bolje ujela«, ko je bil v New Yorku: »Zelo sva se zabavala, se veliko smejala in se na splošno imela dobro.«
Lennon je v intervjuju za revijo Playboy z Davidom Sheffom tik pred smrtjo dejal: »Sean je bil načrtovan otrok in tukaj je glavna razlika. Juliana nimam nič manj rad kot otroka. Še vedno je moj sin, pa če je prišel iz steklenice viskija ali ker takrat ni bilo tablet. Je tukaj, spada k meni in vedno bo.« Dejal je tudi, da se poskuša ponovno povezati s tedaj sedemnajstletnim sinom, in prepričano napovedal: »Julian in jaz bova imela v prihodnosti zvezo.« Po smrti je bilo razkrito, da je Julianu v oporoki zapustil zelo malo.

### Yoko Ono
Obstajata dve različici zgodbe o tem, kako je Lennon spoznal Yoko Ono. Po prvi se je to zgodilo 9. novembra 1966, ko se je Lennon udeležil razstave v londonski Indica Gallery, kjer je Ono pripravljala svojo konceptualno umetniško razstavo, in lastnik galerije John Dunbar ju je predstavil. Lennon je bil očaran naj njeno instalacijo Hammer A Nail - obiskovalci so zabijali žeblje v leseno desko in s tem ustvarjali razstavni eksponat. Čeprav se razstava še ni pričela, je želel Lennon zabiti žebelj v prazno desko, toda Ono ga je ustavila. Dunbar ji je dejal: »Ne veš kdo je to? On je milijonar! Morda jo bo kupil.« Ono, ki naj še ne bi slišala za Beatle, je odvrnila, da lahko nadaljuje pod pogojem, da ji plača pet šilingov, Lennon pa je odgovoril: »Dal ti bom pet namišljenih šilingov in zabil namišljeni žebelj.« Po drugi različici, ki jo je povedal McCartney, je konec leta 1965 Ono v Londonu skladala originalne partiture za knjigo Johna Cagea, Notations, toda McCartney ji ni želel dati svojih notnih zapisov za knjigo, namignil pa je, da bi jih morda Lennon. Ko ga je prosila, ji je izročil originalni rokopis besedila pesmi The Word.
Ono je pričela telefonirati Lennonu na dom in njegova žena je želela razlago. Dejal je, da želi Ono zbrati denar za svoje »avantgardno sranje«. Maja 1968, ko je bila žena na počitnicah v Grčiji, je Lennon povabil Ono na obisk. Noč sta preživela ob snemanju kasneje poimenovanega albuma Two Virgins, za tem pa je dejal, da sta se »ljubila do zore«. Ob vrnitvi žene s počitnic je našla Ono le v kopalnem plašču in Lennona ob pitju čaju, on je dejal le »O, zdravo«. Ono je zanosila leta 1968 in 21. novembra spontano splavila otroka, ki sta ga poimenovala John Ono Lennon II, nekaj tednov po končanju postopka ločitve od Cynthie.
V času Lennonovih zadnjih dveh let z Beatli sta z Ono javno protestirala proti Vietnamski vojni. Poročila sta se v Gibraltarju 20. maja 1969 in preživela medene tedne v Amsterdamu ob enotedenski kampanji Bed-In za mir. Načrtovala sta podoben protest tudi v ZDA, toda oblasti jima niso dovolile prihoda v državo, zato sta protestirala v montrealskem hotelu Queen Elizabeth Hotel, kjer sta tudi posnela Give Peace a Chance. Pogosto sta združevala odvetništvo z uprizoritveno umetnostjo, kot v predstavi Bagism, prvič predstavljenim na novinarski konferenci na Dunaju. Lennon je to obdobje opisal v pesmi Beatlov The Ballad of John and Yoko. 22. aprila 1969 si je spremenil ime tako, da si je dodal »Ono« kot drugo ime. Kratka slovesnost je potekala na strehi zgradbe Apple Corps, ki je postala znana pred tremi meseci s predstavitvijo albuma Let It Be. Čeprav je od tedaj uporabljal ime John Ono Lennon, pa je bil v uradnih dokumentih naveden kot John Winston Ono Lennon, ker ni mogoče odvzeti imena, danega ob rojstvu. Po poškodbi Ono v avtomobilski nesreči, je dal Lennon v studio postaviti veliko zakonsko posteljo v času, ko so Beatli delali na svojem zadnjem albumu Abbey Road. Da bi ubežala razočaranju ob razpadu skupine, je Ono predlagala preselitev v New York, kar sta uresničila 31. avgusta 1971.
Najprej sta bivala v hotelu St. Regis Hotel na Peti aveniji, East 55th Street, nato pa sta se 16. oktobra 1971 preselila v stanovanje v pritličju na Bank Street 105, Greenwich Village. Po vlomu sta se maja 1973 preselila v varnejšo Dakoto, na West 72nd Street.

### May Pang
ABKCO Industries, ki ga je leta 1968 ustanovil Allen Klein kot krovno družbo za ABKCO Records, je leta 1969 najelo May Pang za receptorko. Skozi sodelovanje v projektu z ABKCO, sta jo Lennon in Ono spoznala leto za tem. Postala je njuna osebna pomočnica. Po tem, ko je delala s parom tri leta, ji je Ono zaupala, da postajata z Lennonom vse bolj odtujena. Predlagala ji je tudi, naj začne telesni odnos z njim, in ob tem dejala: »Zelo si mu všeč«. Pang, stara dvaindvajset let, je bila nad predlogom osupla, toda sčasoma je pristala na vlogo Lennonove spremljevalke. Par se je kmalu za tem preselil v Kalifornijo in začel osemnajstmesečno obdobje, ki ga je on poimenoval »izgubljeni vikend«. V Los Angelesu je Pang spodbujala Lennona pri vzpostavitvi rednega stika z Julianom, ki ga ni bil videl že dve leti. Ponovno je obudil tudi prijateljstva s Starrom, McCartneyjem, Malom Evansom in Harryjem Nilssonom. Ob popivanju z Nilssonom, je Lennon po sporu poskušal zadaviti Pang, izpustil jo je šele, ko ga je zadržal Nilsson.
Ob selitvi v New York sta pripravila posebno sobo v njunem novem najetem stanovanju za Julianov obisk. Lennon, ki ga je pred tem pri tem ovirala Ono, je začel ponovno vzpostavljati razmerja še z drugimi prijatelji in sorodniki. Decembra sta s Pang razmišljala o nakupu hiše, on pa ni želel sprejeti telefonskih klicev Ono. Januarja 1975 se je strinjal s srečanjem z njo - ko je dejala, da je našla zdravilo za kajenje - toda po srečanju se ni vrnil domov ali poklical Pang. Ko je le-ta naslednji dan telefonirala, ji je Ono dejala, da je Lennon nedosegljiv, ker je utrujen od seanse hipnoterapije. Dva dneva za tem je Lennon skupaj s Pang prišel k zobozdravniku, kjer je bil tako otopel in zmeden, da je Pang verjela, da ima oprane možgane. Dejal ji je, da je njegova ločitev od Ono zdaj končana, čeprav mu je ona dovolila, da jo še videva kot ljubico.

### Sean Lennon
Po ponovni združitvi je Ono zanosila, vendar ker je pred tem že trikrat spontano splavila ob nosečnosti z Lennonom, je tokrat namerno želela splaviti. Z nadaljevanjem nosečnosti se je strinjala le v primeru, če bi Lennon prevzel vlogo družinskega očeta, kar je sprejel. Sean se je rodil 9. oktobra 1975, na Lennonov petintrideseti rojstni dan, s carskim rezom. Porodu je sledil Lennonov petletni glasbeni premor. V njegovem prvem letu ga je dal fotografirati vsak dan, zanj je narisal tudi številne risbe, ki so posmrtno izšle kot Real Love: The Drawings for Sean. Lennon je kasneje ponosno dejal: »Ni prišel iz mojega trebuha, toda Bog, ustvaril sem njegove kosti, ker sem pripravil vsak njegov obrok, poskrbel za njegovo spanje in, da plava kot riba.«

### Nekdanji Beatli
Čeprav je njegovo prijateljstvo s Starrom ostalo trdno tudi v letih po razpadu skupine leta 1970, pa je bil Lennonov odnos z McCartneyjem in Harrisonom razgiban. Najprej si je bil s Harrisonom blizu, toda oddaljila sta se, ko se je Lennon preselil v ZDA. Ko je bil Harrison decembra 1974 v ZDA na svoji turneji Dark Horse, je Lennon najprej privolil v nastop z njim na odru, toda po sporu glede podpisa pogodbe, ki bi tudi pravno zaključila Beatle, se koncerta ni udeležil. Lennon je nato podpisal to pogodbo, ko je bil v Floridi s Pang in Julianom. Harrison je razburil Lennona, ko je leta 1980 objavil svojo avtobiografijo, v kateri skoraj ni bil omenjen. Lennon je za Playboy povedal: »To me je prizadelo. Z očitno izpustitvijo … je moj vpliv na njegovo življenje nikakršen … spominja se vsakega brezzveznega saksofonista ali kitarista, ki ga je spoznal v poznejših letih. Mene pa ni v knjigi.«
Lennonova najmočnejša čustva pa so bila usmerjena v McCartneyja. Poleg napada nanj v besedilu pesmi How Do You Sleep?, se je z njim tri leta po razpadu skupine prepiral preko medijev. Kasneje sta ponovno začela obujati nekoč dobro prijateljstvo in leta 1974 sta ponovno skupaj zaigrala na odru, nato pa sta se spet oddaljila. Lennon je razkril, da sta med McCartneyjevim zadnjim obiskom aprila 1976 gledala epizodo oddaje Saturday Night Live, v kateri je Lorne Michaels ponudil 3.000 $ za ponovno združitev Beatlov v oddaji. Razmišljala sta, da bi v šali šla v studio in zahtevala denarno nagrado, toda bila sta preveč utrujena. Lennon je svoja čustva do McCartneyja povzel v intervjuju tri dni pred smrtjo: »Skozi svojo kariero sem izbral za skupno delo … le dva človeka: Paula McCartneyja in Yoko Ono... To ni slab izbor.«
Poleg odtujenosti z McCartneyjem, je Lennon do njega vedno čutil tudi glasbeno tekmovalnost in pozorno spremljal njegovo glasbo. Med petletnim premorom je bil pripravljen nadaljevati s premorom toliko časa, dokler bi McCartney ustvarjal »povprečne izdelke«. Ko je McCartney leta 1980 izdal pesem Coming Up, v letu ko se je Lennon vrnil v studio in zadnjem letu njegovega življenja, jo je opazil. »Žene me v norost!«, se je v šali pritoževal, ker ni mogel spraviti melodije iz glave. Na vprašanje, če so nekdanji člani skupine veliki sovražniki ali najboljši prijatelji, je leta 1980 odgovoril da nič od tega in da že dolgo ni videl nobenega. Ob tem je dodal: »Še vedno imam rad te fante. Beatli so zaključeni, toda John, Paul, George in Ringo nadaljujemo.«

## Politični aktivizem
Lennon in Ono sta svoje medene tedne preživela ob, kot sta sama poimenovala, protestu Bed-In za mir v hotelu Amsterdam Hilton Hotel. Marca 1969 je bil ta protest deležen posmeha svetovnih medijev. Ob drugem tovrstnem protestu tri mesece kasneje v montrealskem Queen Elizabeth Hotel, je Lennon napisal in posnel pesem Give Peace a Chance. Izdana je bila kot single in je hitro postala protivojna himna, ki jo je prepevalo četrt milijona protestnikov proti Vietnamski vojni v Washingtonu 15. oktobra na drugem protestu Vietnam Moratorium Day.
Kasneje istega leta sta Lennon in Ono podprla napore družine Jamesa Hanrattyja, ki je bil leta 1962 obešen zaradi umora, da dokaže njegovo nedolžnost. Tisti, ki so obsodili Hanrattyja, so bili po Lennonovo »isti ljudje, ki tihotapijo orožje v Južno Afriko in ubijajo temnopolte na ulicah … Iste barabe so na oblasti, isti ljudje vse vodijo, vse je ista posrana buržoazna scena.« V Londonu sta Lennon in Ono priredila shod Britain Murdered Hanratty in protest Silent Protest For James Hanratty ter producirala štiridesetminutni dokumentarni film o tem primeru. Na angleškem pritožbenem sodišču je več let kasneje Hanrattyjeva obsodba ostala veljavna.
Lennon in Ono sta pokazala solidarnost s stavko delavcev podjetja UCS iz Clydesida, ki sta jim poslala šopek rdečih vrtnic in ček za 5.000 £. Po selitvi v New York avgusta tega leta sta se spoprijateljila s članoma skupine Chicago Seven in mirovniškima aktivistoma, Jerryjem Rubinom in Abbiejem Hoffmanom. Mirovniški aktivist John Sinclair, pesnik in ustanovitelj White Panther Party, je prestajal desetletno zaporno kazen zaradi prodaje dveh džojntov in predhodnih obsodb zaradi posesti marihuane. Decembra 1971 se je v Ann Arborju, Michigan, 20.000 tisoč ljudi udeležilo John Sinclair Freedom Rally, protesta in dobrodelnega koncerta, na katerem so igrali tudi Lennon, Stevie Wonder, Bob Seger in Bobby Seale iz Black Panther Party. Lennon in Ono, ki sta jih spremljala David Peel in Rubin, sta odigrala akustični sklop štirih pesmi iz svojega prihajajočega albuma Some Time in New York City, tudi pesem John Sinclair, katere besedilo poziva za njegovo izpustitev. Dan pred zborom je zvezdna država Michigan močno znižala Sinclairovo kazen in tri dni po zboru je bil izpuščen proti varščini. Koncert je bil sneman in dve pesmi sta bili uvrščeni na album John Lennon Anthology (1998).
Po incidentu znanem kot Krvava nedelja na Severnem Irskem leta 1972, v katerem je britanska vojska ubila trinajst neoboroženih protestnikov za človekove pravice, je Lennon dejal, da bi ob izbiri med vojsko ali IRA (ki ni bila udeležena v incident), sam izbral slednjo. Z Ono sta napisala dve protestni pesmi o britanski navzočnosti in delovanju na Irskem, Luck of the Irish in Sunday Bloody Sunday, iz albuma Some Time in New York City. Leta 2000 je David Shayler, nekdanji član britanske varnostno-obveščevalne službe MI5 namignil, da naj bi Lennon prispeval denar za IRA, kar je odločno zavrnila Ono. Biograf Bill Harry zapiše, da sta Lennon in Ono po Krvavi nedelji finančno podprla produkcijo The Irish Tapes, političnega dokumentarnega filma z republikanskimi stališči.
Glede na poročila FBI, ki jih je leta 2007 potrdil tudi Tariq Ali, je bil Lennon naklonjen Mednarodni marksistični skupini, trockistični skupini, ustanovljeni v Veliki Britaniji leta 1968. Toda glede na FBI je bila Lennonova učinkovitost kot revolucionarja omejena, ker je bil »stalno pod vplivom narkotikov«.

### Poskus izgona
Zaradi učinka pesmi Give Peace a Chance in Happy Xmas (War is Over), ki sta bili močno povezani z gibanjem proti Vietnamski vojni, ga je Nixonova administracija, tudi na podlagi govoric o koncertu z Lennonom v San Diegu v času konvencije republikanske stranke, želela izgnati iz države. Nixon je verjel, da bi ga Lennonove protivojne aktivnosti lahko stale ponovne izvolitve. Republikanski senator Strom Thurmond je februarja 1972 v sporočilu priporočil, da bi bil »izgon strateški protiukrep« proti Lennonu. V naslednjem mesecu je Urad za priseljevanje in naturalizacijo ZDA (INS) začel postopek izgona na podlagi obsodbe zaradi posesti marihuane leta 1968 v Londonu, zaradi česar naj bi bil neprimeren za sprejem v ZDA. Lennon je del naslednjih treh in pol let preživel na zaslišanjih o izgonu do 8. oktobra 1975, ko je pritožbeno sodišče ustavilo postopek izgona z obrazložitvijo: » … sodišče ne bo dopustilo selektivnega izgona na podlagi skrivnih političnih razlogov«. Ko je pravna bitka še tekla, se je Lennon udeleževal shodov in televizijskih oddaj. Z Ono sta bila februarja 1972 en teden gostitelja oddaje Mike Douglas Show, v katerem sta osrednjim ZDA predstavila goste, kot sta bila Jerry Rubin in Bobby Seale. Leta 1972 je Bob Dylan napisal pismo INS, v katerem je branil Lennona z besedami:

John in Yoko pomenita odličen dodatek državni tako imenovani umetniški srenji. Navdihujeta, presegata, navdušujeta in s tem pomagata ostalim, da vidijo čisto svetlobo, s tem pa ustavljata dolgočasen val trivialne komercializacije, ki se s strani prevladujočih množičnih medijev ponuja kot prava umetnost. Hura za Johna in Yoko! Pustite jim ostati, živeti tu in dihati. Država ima ogromno prostora. Pustite Johnu in Yoko ostati!

23. marca 1973 je Lennon dobil odredbo, da mora zapustiti ZDA v šestdesetih dneh, Ono pa je dobila dovoljenje za stalno bivanje. Na to sta se odzvala z novinarsko konferenco 1. aprila 1973, na kateri sta napovedala ustanovitev države Nutopija, kjer »ne bi bilo ozemlja, meja in potnih listov, ampak le ljudje«. Ob mahanju z belo zastavo Nutopije (dvema robčkoma), sta prosila za politični azil v ZDA. Novinarska konferenca je bila posneta in uporabljena za dokumentarni film iz leta 2006, The U.S. vs. John Lennon. Lennonov album Mind Games (1973) je vključeval pesem Nutopian International Anthem, ki je iz treh sekund tišine. Kmalu po novinarski konferenci je bila odkrita Nixonova vpletenost v politični škandal. Junija pa so se v Washingtonu začela zaslišanja glede afere Watergate. Ta so vodila do predsednikovega odstopa štirinajst mesecev za tem, Nixonov naslednik Gerald Ford pa ni kazal velikega zanimanja za boj proti Lennonu in postopek izgona je bil leta 1975 ustavljen. Leto kasneje je bil Lennonov status dokončno razrešen, saj je dobil zeleno karto za stalno bivanje v ZDA. Ob inavguraciji Jimmyja Carterja za predsednika ZDA sta se Lennon in Ono celo udeležila slovesnosti.

### Nadzor FBI in razkriti zaupni dokumenti
Po Lennonovi smrti je zgodovinar Jon Wiener na podlagi zakona o svobodi podatkov vložil prošnjo za razkritje dokumentov o vlogi FBI pri poskusu izgona Lennona. FBI je priznal, da ima 281 strani dokumentov o Lennonu, toda večine niso želeli razkriti, ker naj bi vsebovali podatke o varnosti države. Leta 1983 je Wiener tožil FBI s pomočjo American Civil Liberties Union (ACLU) in po štirinajstih letih pravnega postopka je bil FBI prisiljen razkriti preostale dokumente. ACLU, ki je zastopal Wienerja, je pravno zmago dosegel leta 1991 na pritožbenem sodišču. Pravosodno ministrstvo ZDA se je na odločitev aprila 1992 pritožilo na vrhovno sodišče, ki pa se ni odločilo za ponovno presojo primera. Leta 1997 je administracija Billa Clintona sprejela zakon, po katerem naj dokumenti ostanejo zaupni le, če bi njihovo razkritje lahko povzročilo »predvidljivo škodo«, tako je pravosodno ministrstvo doseglo izvensodno poravnavo v večini odprtih primerov, niso pa pristali na razkritje desetih dokumentov o Lennonu. Wiener je objavil rezultate svojega štirinajstletnega boja januarja 2000 v knjigi Gimme Some Truth: The John Lennon FBI Files, ki vsebuje faksimile razkritih dokumentov, tudi »obsežna poročila skrivnih obveščevalcev, ki so podrobno opisovala dnevna življenja protivojnih aktivistov, sporočila Beli hiši, prepise televizijskih oddaj, v katerih je Lennon nastopal, in predlog, da bi ga lokalna policija aretirala zaradi posesti droge.« To tematiko opisuje tudi dokumentarni film The U.S. vs. John Lennon. Zadnjih deset dokumentov v Lennonovi kartoteki FBI, ki vsebujejo poročila o njegovih vezeh s protivojnimi protesti v Londonu leta 1971 in so ostala zaupna zaradi »podatkov o državni varnosti posredovanih s strani tujih obveščevalnih služb pod izrecno obljubo zaupnosti«., so bila razkrita decembra 2006. V njih ni omenjeno, da bi britanska vlada v Lennonu videla resno grožnjo, je pa v njih med drugim zabeleženo tudi, da sta dva pomembna britanska levičarja upala na Lennonovo financiranje levičarske knjigarne in bralnega prostora.

## Pisanje in umetnost
Lennonov biograf Bill Harry je navedel, da je Lennon začel z risanjem in kreativnim pisanjem v zgodnji mladosti na spodbudo svojega strica. Svoje zgodbe, pesmi, stripe in karikature je zbiral v delovnem zvezku šole Quarry Bank High School, ki ga je imenoval Daily Howl. Pogosto je risal pohabljene ljudi in pisal v satiričnem slogu, po vsej knjigi pa je polno besednih iger. Nekdanji sošolec Bill Turner je povedal, da je Lennon ustvaril Daily Howl za zabavanje svojega najboljšega prijatelja in kasneje sočlana pri Quarrymenih, Peta Shottona, komur je pokazal svoja dela, preden jih je lahko videl kdorkoli drug. Turner je povedal tudi, da je »bil obseden z Wigan Pierom, ki se je stalno pojavljal«; primer tega je zgodba A Carrot In A Potato Mine, kjer je »rudnik bil na koncu Wigan Piera.« Turner je opisal, kako je eden od Lennonovih stripov upodabljal avtobusno postajališče, ob katerem je bilo vprašanje, »Zakaj?« Nad njim je bila leteča palačinka, spodaj pa »slepi človek z očali, ki je hodil ob slepem psu - tudi z očali.«
Lennonova ljubezen do besednih iger in nesmislov s preobratom je pri njegovih štiriindvajsetih letih uživala širše občinstvo. Harry je zapisal, da je v knjigi In His Own Write (1964), izdani po tem, ko me je »skupina novinarjev, ki se je zadrževala ob Beatlih, ogovorila in sem jim izročil gradivo. Dejali so 'Napiši knjigo' in tako se je začelo. Tako kot Daily Howl vsebuje mešanico različnih oblik, kot so kratke zgodbe, pesmi, igre in risbe.« Ena od zgodb, Good Dog Nigel, pripoveduje o »veselem psu, ki urinira ob drogu obcestne svetilke, laja in maha z repom - dokler nenadoma ne sliši sporočila, da bo ob tretji uri ubit.« Revija The Times Literary Supplement je pesmi in zgodbe označila za »izredne .. tudi zelo smešne … nesmisel se nadaljuje, besede in slike se medsebojno navezujejo v verigo čiste fantazije«. Časnik Book Week je poročal: »To je pisanje nesmisla, toda potrebno je le pregledati literaturo nesmisla, da ugotoviš, kako dobro ga je Lennonu uspelo prikazati. Med tem, ko so nekateri homonimi nepotrebne besedne igre, pa imajo nekateri drugi ne le dvojni pomen, ampak so dvorezni.« Lennon je bil presenečen, ne le nad pozitivnim odzivom, ampak da je bila knjiga sploh deležna ocene, in bralcem priporočil: »Vzemite knjigo bolj resno, ko sem jo sam. Začela se je le kot moja zabava.«
V povezavi s knjigo A Spaniard in the Works (1965), In His Own Write tvori osnovo za dramsko igro The John Lennon Play: In His Own Write, ki sta jo zasnovala Victor Spinetti in Adrienne Kennedy. Po pogajanjih med Lennonom, Spinettijem in umetnostnim direktorjem Kraljevega narodnega gledališča Laurencem Olivierjem, je bila predstava prvič prikazana leta 1968 v gledališču Old Vic. Lennon in Ono sta se udeležila premiere, kjer sta se šele drugič pojavila v javnosti kot par. Po Lennonovi smrti je bilo objavljenih še več del, tudi Skywriting by Word of Mouth (1986); Ai: Japan Through John Lennon's Eyes: A Personal Sketchbook (1992), z Lennonovimi ilustracijami in definicijami japonskih besed, in Real Love: The Drawings for Sean (1999). The Beatles Anthology (2000) pa vsebuje nekaj primerov Lennonovega pisanja in risb.

## Glasbene sposobnosti

### Igranje inštrumentov
Lennonovo igranje orglic med avtobusno vožnjo na obisk bratranca na Škotsko je naredilo vtis na voznika. Povedal mu je za harmoniko, ki je shranjena v avtobusnem depoju, kjer jo je eden od potnikov pozabil, in mu jo ponudil, če pride v Edinburgh ponjo sledečega dne. Profesionalni inštrument je hitro nadomestil Lennonovo igračko. Nadaljeval je z igranjem harmonike in jo uporabil tudi ob igranju Beatlov v Hamburgu, zato je postala zaščitni zvok prvih posnetkov skupine. Mati ga je učila igrati na banjo, kasneje pa mu je kupila še akustično kitaro. V starosti šestnajstih let je igral ritmično kitaro pri Quarrymenih. V nadaljevanju kariere je igral na vrsto električnih kitar, pretežno pa na Rickenbacker 325, Epiphone Casino in Gibson J-160E, od začetka solo kariere pa na Gibson Les Paul Junior. Občasno je igral tudi na šest strunsko bas kitaro Fender Bass VI, ko je na nekaterih nastopih Beatlov McCartney prevzel drug inštrument. Njegov drugi najljubši inštrument je bil klavir, na katerem je zložil veliko pesmi, tudi Imagine, ki velja za njegovo najbolj znano solo pesem. Njegovo improvizirano igranje klavirja z McCartneyjem leta 1963 je pripeljalo do prve najvišje uvrščene pesmi Beatlov na ameriških lestvicah, I Want to Hold Your Hand. Leta 1964 je kot eden prvih britanskih glasbenikov kupil Mellotronovo klaviaturo, ki pa je na posnetkih Beatlov ni bilo mogoče slišati do pesmi Strawberry Fields Forever konec leta 1966.

### Slog petja
Ko je Lennon snemal Twist and Shout, zadnjo pesem na celodnevnem snemanju leta 1963 za debitantski album skupine Please Please Me, in je bil njegov glas oslabljen zaradi prehlada, je dejal: »Nisem mogel odpeti preklete pesmi, lahko sem le kričal.« Po besedah biografa Barryja Milesa, je »Lennon enostavno uničil svoje glasilke za potrebe rock 'n' rolla.« Producent Beatlov George Martin je povedal, kako je imel Lennon »prirojen odpor do svojega glasu, česar nikoli nisem mogel razumeti. Vedno mu je govoril: 'Naredi nekaj z mojim glasom! … dodaj mu nekaj … Spremeni ga.« Martin mu je ustregel, pogosto z dvojnim snemanjem ali drugimi tehnikami. Glasbeni kritik Robert Christgau trdi, da je Lennonova »najboljša pevska sposobnost … med kričanjem in stokanjem prilagojena elektronsko … z odmevi, filtri in dvojnim snemanjem.«
Ko se je obdobje z Beatli prevesilo v solo kariero, je njegov pevski glas našel širši obseg izraznosti. Biograf Chris Gregory je zapisal, da je Lennon »počasi začel izražati svoje občutke negotovosti v številnih akustičnih izpovednih baladah, s čimer se je začel proces javne terapije, ki je dosegel vrhunec v prvobitnih krikih pesmi Cold Turkey' in katarzični plošči John Lennon/Plastic Ono Band.« David Stuart Ryan zapiše, da ima Lennonov glas razpon od »ekstremno ranljivega, občutljivega in tudi naivnega« do trdega in »hreščečega« stila. Wiener prav tako opisuje kontrast, njegov glas je lahko »sprva umirjen, že kmalu pa skoraj hrešči od obupa.« Glasbeni zgodovinar Ben Urish se spominja Beatlove pesmi This Boy iz oddaje Ed Sullivan Show, ki je bila predvajana po radiu le nekaj dni po Lennonovem umoru: »Ko so Lennonove glasilke dosegle svoj vrh … ga je bilo preveč boleče poslušati kričati s tako bolečino in čustvi. Toda v njegovem glasu sem čutil svoja čustva. Natanko tako, kot jih vedno.«

## Zapuščina
Glasbena zgodovinarja Schinder in Schwartz sta, ko sta pisala o preoblikovanju sloga popularne glasbe v petdesetih in šestdesetih letih, poudarila, da pri vplivu Beatlov ni mogoče pretiravati: »Povzročili so revolucijo v zvoku, stilu in odnosu popularne glasbe ter odprli vrata rock and rolla valu britanskih rock skupin.« Skupina je nato v »preostanku šestdesetih let razširjala meje rockovskega sloga.« Liam Gallagher s svojo skupino Oasis med drugimi priznava vpliv skupine in v Lennonu vidi heroja. Leta 1999 je zato svojega prva otroka poimenoval Lennon Gallagher. Istega leta je bil ob Državnem dnevu poezije po anketi BBC za najboljše britansko besedilo pesmi izbran Imagine.
Leta 2006 je Jon Wiener v članku Guardiana zapisal: »Za mladino je bilo leta 1972 vznemirljivo gledati Lennonov pogum ob zoperstavljanju ameriškemu predsedniku Nixonu. Ta pripravljenost na tveganja skozi njegovo kariero in življenje, je eden od razlogov, da ga ljudje še danes občudujejo.« Za glasbena zgodovinarja Urisha in Bielena pa so bili Lennonovi najpomembnejši dosežki »avtoportreti … ki v njegovih pesnih govorijo o in za človekovo stanje.«
Lennonova smrt je še vedno predmet žalovanja po svetu, sam pa je bil deležen številnih svečanosti in poklonov. Leta 2010, ob sedemdesetletnici njegove rojstva, sta v liverpoolskem Chavasse Parku Cynthia in Julian Lennon odkrila spomenik John Lennon Peace Monument. Skulptura z naslovom »Peace & Harmony« prikazuje mirovne simbole in nosi napis »Peace on Earth for the Conservation of Life · In Honour of John Lennon 1940–1980«.
Ulični pianist David Martello je igral v soboto, 14. novembra 2015 na svojem doma narejenem velikem klavirju Lennonovo skladbo "Imagine" in sicer v Parizu, blizu kraja muslimanskega terorističnega napada, ki je terjal 130 žrtev. »Vse se je začelo v Irski gostilni v Konstanci, ko sem gledal nogometno tekmo med Francijo in Nemčijo. Ko sem videl to nerazumno nasilje, sem tako sledil nagibu svojega srca in odšel v Pariz s svojim klavirjem.« To je bilo dolgo potovanje - okrog 600 km (400 milj)!

### Nagrade in prodaja
Lennon in McCartney veljata za enega najvplivnejših in najuspešnejših tekstopisnih dvojcev dvajsetega stoletja. Kot izvajalec, tekstopisec ali sotekstopisec je zaslužen za 25 najvišje uvrščenih singlov na ameriški lestvici Hot 100.b V ZDA je prodal preko 14 milijonov glasbenih enot. Double Fantasy, izdan malo pred njegovo smrtjo in njegov najbolje prodajan album po razpadu Beatlov s tremi milijoni eno v ZDA, je osvojil nagrado grammy za najboljši album leta 1981. Sledečega leta je Lennon osvojil nagrado BRIT za izjemni prispevek glasbi. Sodelujoči v anketi BCC za 100 najpomembnejših Britancev so ga leta 2002 uvrstili na osmo mesto. Med letoma 2003 in 2008 je revija Rolling Stone izdala več preglednih lestvic, na katerih je Lennon peti na lestvici stotih najboljših pevcev vseh časov in 38. na lestvici petdesetih najpomembnejših glasbenikov vseh časov, njegova albuma John Lennon/Plastic Ono Band in Imagine pa sta zasedla 22. in 76. mesto na lestvici petstotih najboljših albumov vseh časov. Skupaj z ostalimi člani Beatlov je leta 1965 prejel odlikovanje Red britanskega imperija. Posmrtno je bil sprejet v Hram slavnih tekstopiscev leta 1987 in Hram Slavnih Rock and Rolla leta 1994.

## Diskografija
- Unfinished Music No.1: Two Virgins (z Yoko Ono) (1968)
- Unfinished Music No.2: Life with the Lions (z Yoko Ono) (1969)
- Wedding Album (z Yoko Ono) (1969)
- John Lennon/Plastic Ono Band (1970)
- Imagine (1971)
- Some Time in New York City (z Yoko Ono) (1972)
- Mind Games (1973)
- Walls and Bridges (1974)
- Rock 'n' Roll (1975)
- Double Fantasy (z Yoko Ono) (1980)
- Milk and Honey (z Yoko Ono) (1984)
- Menlove Ave. (1986)